# ويليام جون كوكس
ويليام جون كوكس (بالإنجليزية: William John Cox)‏ هو محامي أمريكي، ولد في 1941 في لوبوك في الولايات المتحدة.